# Europabrücke (Koblenz)
Die Europabrücke überspannt in der rheinland-pfälzischen Stadt Koblenz die Mosel. Die Straßenbrücke verbindet im Zuge der B 9 die Innenstadt mit dem Stadtteil Lützel. Der erste Brückenbau stammte aus dem Jahr 1934. Nach Zerstörung im Zweiten Weltkrieg wurde 1954 der Wiederaufbau abgeschlossen. 1974 wurde sie mit dem Anbau einer gleichen zweiten Brücke von vier auf acht Fahrstreifen verbreitert.

## Neue Moselbrücke (1934)
Die historische Balduinbrücke blieb bis in die jüngste Zeit die einzige Verbindung über die Mosel. Mit ihren beiden Fahrbahnen einschließlich der eingleisigen Straßenbahnverbindung mündete sie auf der Lützeler Seite, vor allem aber auf der Koblenzer Seite in enge Altstadtbezirke und Straßen. Sie konnte so auf Dauer dem wachsenden Verkehrsaufkommen nicht mehr genügen. Eine zunehmende Verbreitung der Kraftwagen, aber auch bessere linksrheinische Verkehrswege stellten schließlich die Stadt Koblenz in den 1930er Jahren vor die Frage einer zusätzlichen Überquerung der Mosel durch einen Brückenneubau. Flankiert wurde die anstehende Entscheidung von der planerischen Überlegung, mit dem damaligen Kaiser-Wilhelm-Ring (Friedrich-Ebert-Ring) und dem Kaiserin-Augusta-Ring (Moselring) zugleich eine Umgehung der Kernstadt zu erreichen und die alte Balduinbrücke als innerstädtische Verbindung zu belassen.
Mit dem Bau der von Franz Dischinger geplanten Neuen Moselbrücke wurde 1932, in der Arbeitslosenkrise der 1930er Jahre, begonnen; 1934 wurde sie fertiggestellt. Gebaut wurde sie von der Arge Moselbrücke, bestehend aus Philipp Holzmann (Federführer), Heinrich Butzer, Dyckerhoff & Widmann und Grün & Bilfinger. Die Baukosten betrugen 3 Millionen RM. Die Einweihung und die Verkehrsübergabe durch Oberbürgermeister Otto Wittgen erfolgte am 22. April 1934 unter dem Namen Adolf-Hitler-Brücke. Nach dem Ende des Zweiten Weltkriegs wurde sie nur noch Neue Moselbrücke genannt.

### Konstruktion
Das neue Bauwerk bestand aus der Strombrücke sowie einer Rahmenbrücke am linken und einem Erddamm am rechten Moselufer. Die insgesamt 18,2 m breite Brücke hatte eine 12,0 m breite Fahrbahn und 3,0 m breite Gehwege. Die Mosel wurde mit drei Öffnungen schiefwinkelig zur Flussachse überspannt. Die Öffnungen der Dreigelenkbogenbrücke aus Stahlbeton hatten lichte Weiten zwischen den Pfeilern von 100,00 +  105,00 + 118,63 m, womit das Bauwerk zu den am weitesten spannenden Betonbogenbrücken in Deutschland gehörte. Die Bögen zeichneten sich bei einem Pfeilverhältnis (Verhältnis Pfeilhöhe zu Stützweite) von bis zu 13,18 durch eine sehr große Flachheit aus. Die unteren Bogengelenke waren auf Gewölbehälsen gelagert, die aus den Widerlagern und Pfeilern zirka 5 m auskragten (am rechten Widerlager: 6,63 bis 7,28 m). Die Gelenkspannweiten waren 90,00 + 95,00 + 107,00 m. Die Gelenke waren aus Stahlguss.
Die Brückenöffnungen wurden mit zwei parallelen, 6,6 m breiten, im lichten Abstand von 1,9 m angeordneten Bögen überspannt. In den linken und mittleren Öffnungen waren sie massive Bögen, im rechten Bogen hatten sie einen zweizelligen Hohlquerschnitt mit einer maximalen Höhe von 2,57 m. Dadurch wurden die Gewölbeschübe der ungleich weiten Öffnungen annähernd ausgeglichen. Durch den schiefen Winkel der Brücke zur Stromachse hatten auch die Ansätze der Bögen an den Widerlagern und Pfeilern schiefe Winkel. Ungefähr auf die Hälfte der Bogenlänge war die Fahrbahn im Abstand von 4,3 m aufgeständert. Gegründet wurden die Brückenpfeiler mit Senkkästen in einer Tiefe von maximal 8,0 m unter der Flusssohle. Rund 20.000 m³ Beton und 1.450 t Bewehrungseisen wurden verbaut.

## Neue Moselbrücke (1954)
Wie alle Koblenzer Brücken wurde auch die Neue Moselbrücke am 7. März 1945 von deutschen Truppen gesprengt. Die Kriegszerstörungen waren sehr groß. Im Frühjahr 1949 war die Balduinbrücke wieder hergestellt und passierbar. 1951 hatte die Stadt von Dyckerhoff & Widmann einen von Ulrich Finsterwalder erstellten Vorentwurf erhalten, der eine der weltweit ersten Spannbetonbrücken vorsah, die im Freivorbau hergestellt werden sollte. Nach einer anschließenden Ausschreibung entschied sich die Stadt für Finsterwalders Entwurf. Mit der Ausführung wurde eine Arge der fünf anbietenden Unternehmen beauftragt.
Am 1. August 1952 begannen die Arbeiten für den Wiederaufbau der zweiten Moselbrücke, die nach zweijähriger Bauzeit abgeschlossen wurden. Die Kosten für den Wiederaufbau trugen das Land und der Bund zu je fast gleichen Teilen.

### Konstruktion
Die Brücke ist 359,39 m lang, gerechnet von dem Rahmenbauwerk auf der linken bis zum Erddamm auf der rechten Moselseite. Sie ist zwischen den Geländern 20 m breit und war damals aufgeteilt in eine 13 m breite Fahrbahn und je 1,5 m für die beiderseitigen Rad- sowie 2,0 m für die Gehwege.  Die Pfeiler wurden auf den Fundamenten der Vorgängerbrücke gegründet, woraus sich Pfeilerachsabstände von 101,47 + 113,90 + 122,85 m ergaben. Die vorgespannte Balkenbrücke hat zwei je 4,52 m breite Hohlkästen in einem Abstand von 5,50 m. Die Fahrbahnplatte ist gleichbleibend 30 cm dick. Die Längsträger der Hohlkästen haben eine variable Konstruktionshöhe, die von 7,00 m an den Pfeilern abnimmt bis auf 2,50 m an den Gelenkfugen in der Feldmitte. Die Dicke der Bodenplatten nehmen von 80 cm an den Mittelpfeilern (120 cm am rechten Seitenträger) ab bis auf 12 cm an den Gelenkfugen. Hinter den Uferpfeilern dienen mit Magerbeton gefüllte Hohlkästen als Gegengewicht zu den Kragarmen.
Die Herstellung erfolgte im Freivorbau. Zahlreiche Besucher aus aller Welt verfolgten den Baufortschritt.

## Anbau einer gleichen Brücke (1974)
Im Jahre 1965 war für die Neue Moselbrücke ein Verkehrsaufkommen von zirka 37.000 Pkw pro Tag festgestellt worden. Nach endgültiger Fertigstellung der B 9 rechnete man mit einem Aufkommen von zirka 65.000 Pkw. Aufgrund dieser zu erwartenden Entwicklung beschloss der Stadtrat bereits 1967 im Zusammenhang mit der Neuplanung der Verkehrsknoten nördlich und südlich der Brücke auch die Planung für die Verbreiterung der Brücke von vier auf acht Fahrstreifen. Vorausgehend folgte Ende der 1960er Jahre der großzügige, kreuzungsfreie Ausbau der Brückenköpfe Langemarckplatz und Saarplatz.
Die Grundsteinlegung zur Verbreiterung der Neuen Moselbrücke fand am 9. November 1972 auf der Lützeler Seite statt. Die Dokumentenkapsel wurde in den Trennpfeiler eingelassen. Sie ist eingefasst von zwei Basalt-Ecksteinen der historischen Balduinbrücke. Auch auf der Koblenzer Seite wurde am Brückenkopf, am östlichen Treppenabgang zum Moselufer, der alte Brückenstein wieder aufgestellt. Die Inschrift weist die Jahreszahlen der Erbauung (1932–1934), der Zerstörung (1945), des Wiederaufbaus (1952–1954) und der Verbreiterung der Brücke (1972–1974) aus. Die Verkehrsfreigabe der verbreiterten Neuen Moselbrücke erfolgte am 17. Dezember 1974. Die Kosten für die Erweiterung beliefen sich auf ca. 30 Millionen Mark, wovon die Stadt 13 Millionen übernahm.
Die zweite Brücke wurde auf der östlichen Seite der bestehenden Brücke in gleicher Form angebaut. Der Erweiterungsbau weist Stützweiten von 105 m, 112 m und 128 m auf und besitzt keine Gelenkfugen. Die Länge der Brücke beträgt mit den Widerlagern zirka 400 m, 180 m folgen als Parallelbalkenbrücke im Lützeler Vorderlandbereich mit Abzweigung von zirka 80 m in Fahrtrichtung Metternich (B 416). Die acht Fahrstreifen haben eine Breite von je 3,25 m und die Gehwege auf beiden Seiten je 2,50 m. Die Gesamtbreite der Neuen Moselbrücke misst heute 37,60 m.
Am spürbarsten entlastet die Brücke den innerstädtischen Verkehr. Daneben ist sie auch für den überregionalen Verkehr von Bedeutung, da sich in Koblenz sieben Bundesstraßen treffen und der Moselübergang im Zuge der B 9 ein besonderer Engpass war.
Bereits 1990 folgte die Fertigstellung einer dritten Moselbrücke, der Kurt-Schumacher-Brücke zwischen Metternich und Moselweiß, da das Verkehrsaufkommen auf der Neuen Moselbrücke inzwischen zu hoch geworden war.

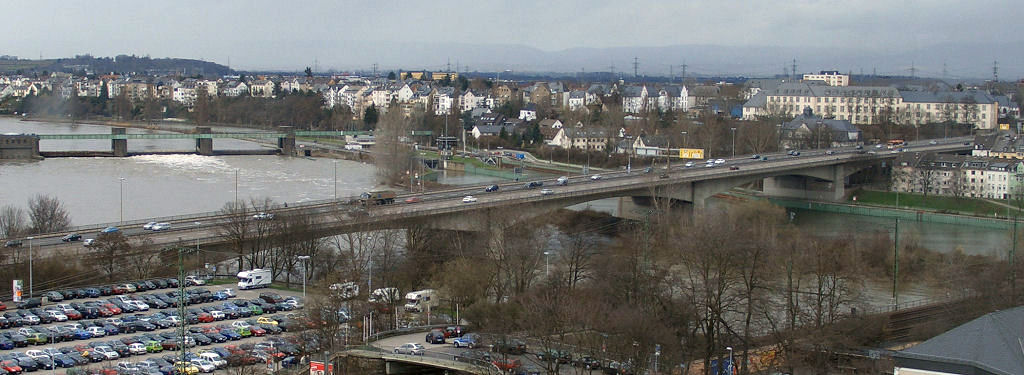
Europabrücke, dahinter die letzte Moselstaustufe
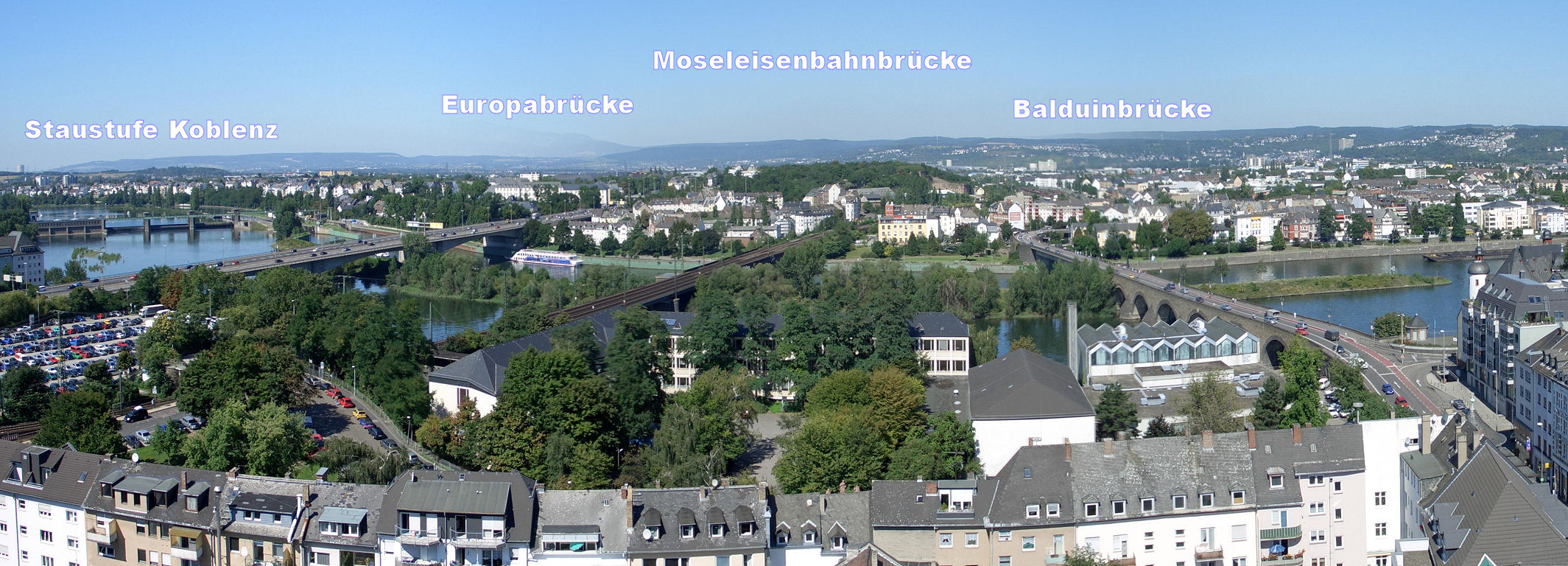
Moselbrücken in Koblenz
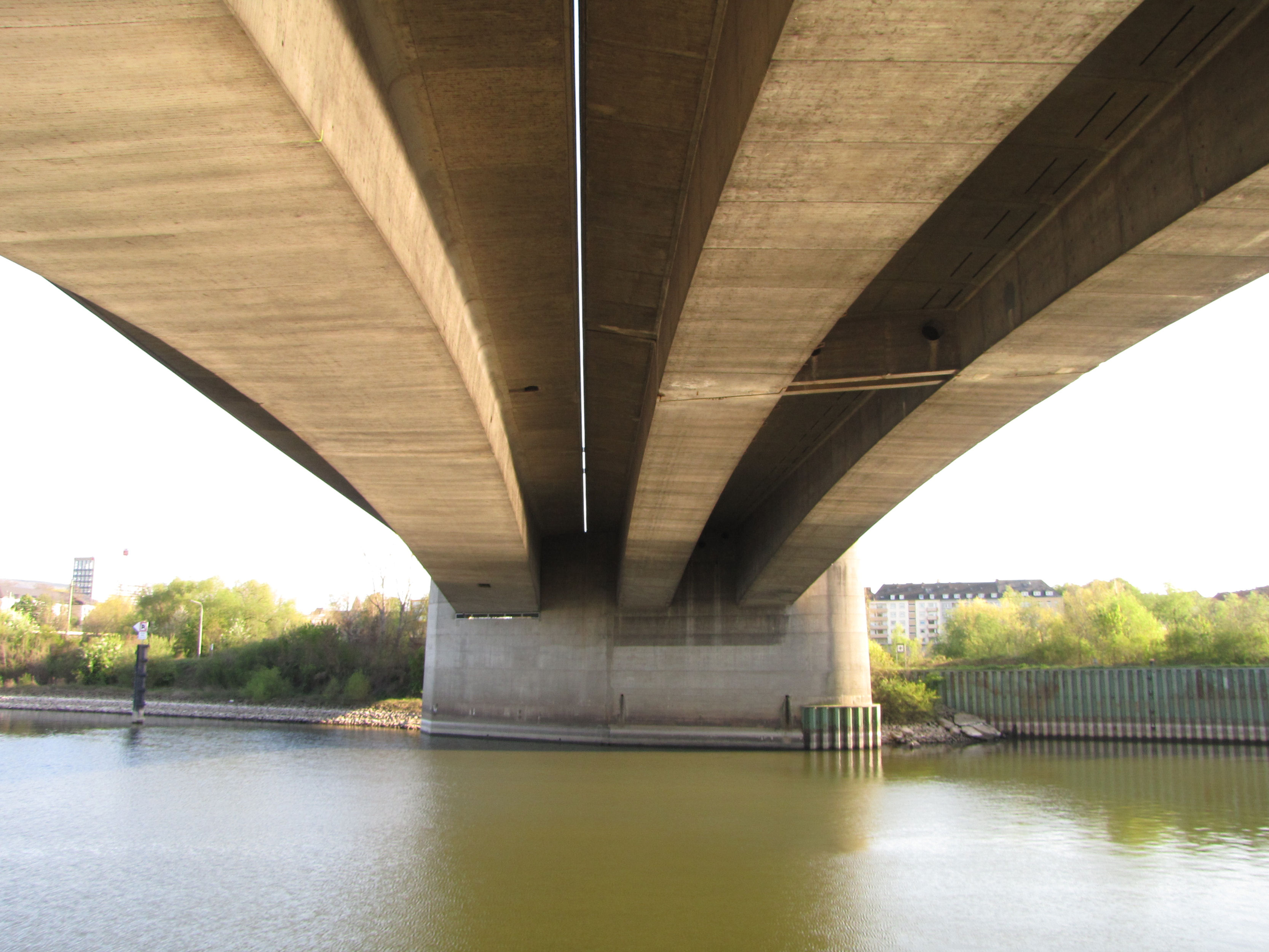
Die Europabrücke, links die Brücke aus den 1970er, rechts die Brücke aus den 1950er
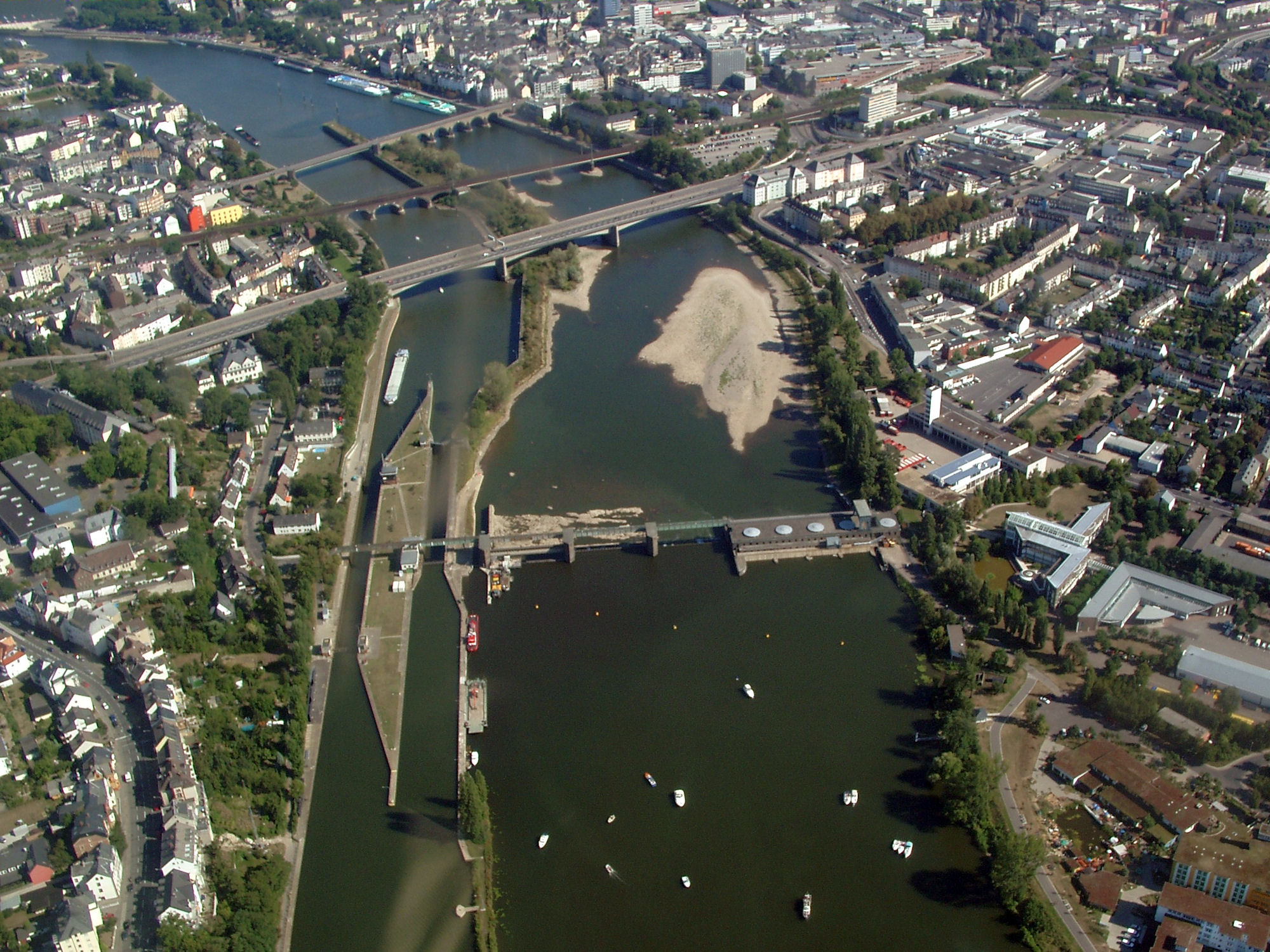
Luftbild der Europabrücke (3. Brücke von oben)

## Umbenennung in Europabrücke (1991)
Am 7. Oktober 1991 wurde die Brücke, nach Vorschlag des Koblenzer Stadtrates und mit Zustimmung des Bundesverkehrsministeriums als verantwortliche Behörde für die deutschen Bundesstraßen, auf den Namen Europabrücke getauft. Seit ihrem Wiederaufbau 1952 trug sie nur den schlichten Namen Neue Moselbrücke. Dieser Name war mit dem Bau einer weiteren neueren Moselbrücke, der Kurt-Schumacher-Brücke, nicht mehr adäquat. Ursprünglich sollte die Südbrücke in Koblenz 1974 schon den Namen Europabrücke erhalten, die Landesregierung stimmte damals dieser Namensgebung jedoch nicht zu.

## Brückenschäden

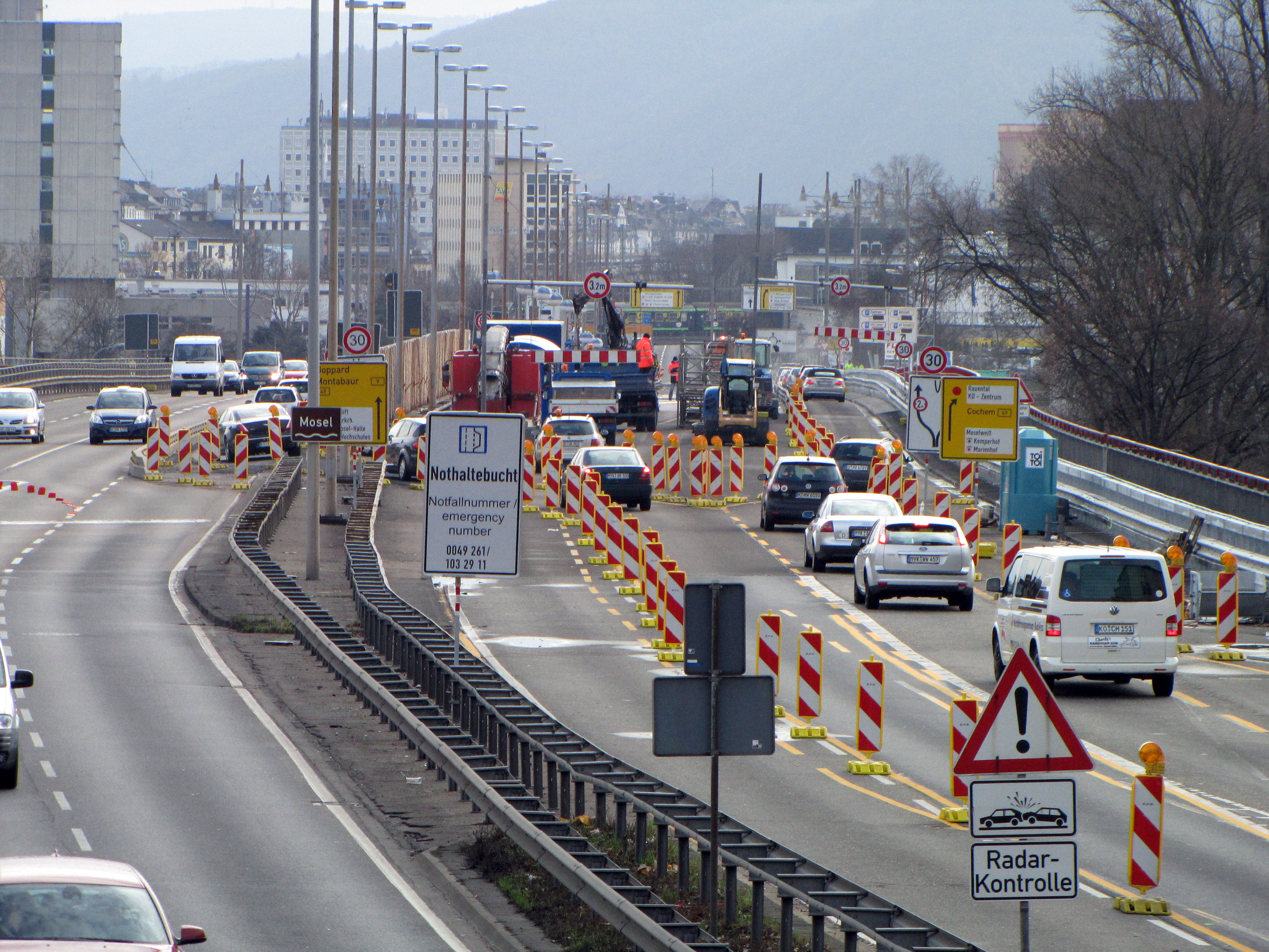
Bauarbeiten auf der Europabrücke wegen Brückenschäden 02/2011

Bei Untersuchungen im Jahr 2009 sind bei dem älteren Teil der Europabrücke schwere Brückenschäden entdeckt worden. Aufgrund der hohen Belastung, täglich überqueren 100.000 Fahrzeuge die Brücke, und der fortschreitenden Schädigung mussten im März 2010 Teile der westlichen stadteinwärts führenden Teilbrücke für den Verkehr gesperrt werden, um weitere Schäden im Beton zu verhindern. Aus diesem Grund wurde auch das Tempolimit von vormals 70 km/h auf nunmehr 50 km/h herabgesetzt.
Bei Untersuchungen im April 2010 an der Brücke auf der Oberstrom-Seite wurden bedingt durch den harten Winter weitere gravierende Schäden festgestellt. Die zuständige Verwaltung hat beschlossen, die Brücke für den kompletten Schwerverkehr mit einem zulässigen Gesamtgewicht über 3,5 Tonnen in Fahrtrichtung stadteinwärts zu sperren. Diese Sperrung ist Ende Mai 2010 in Kraft getreten.
Im August 2010 wurde mit umfangreichen Sanierungsarbeiten an der stadteinwärts führenden Brücke begonnen. Das Tempolimit wurde weiter auf 30 km/h und die Breite der beiden Fahrspuren auf ein Minimum reduziert. Im Dezember 2010 wurde bekannt, dass immer größere Schäden an diesem Brückenteil festgestellt wurden. Grund für die Schäden ist nicht nur der Frost: Die Verwendung von Spannbeton war in den 1950er Jahren noch neu und die Konstrukteure konnten damals nicht ahnen, welches Verkehrsaufkommen die Brücke einmal tragen würde. Die Verkehrsbelastung musste deswegen weiter deutlich reduziert werden. Vom 17. Dezember 2010 bis Mitte Januar 2011 wurde der Verkehr stadteinwärts daher auch über die andere stadtauswärts führende Brückenhälfte geleitet. Somit standen in beiden Richtungen nur noch insgesamt vier Spuren zur Verfügung, was die Verkehrssituation in Koblenz dramatisch verschlimmerte.
Die Sanierungen an der Hauptschlagader des Verkehrs in Koblenz wurde am 29. März 2011 abgeschlossen, kurz vor Beginn der Bundesgartenschau 2011. Allerdings blieb auch danach noch die Teilbrücke für LKW und Busse über 3,5 Tonnen gesperrt. Am 8. Mai 2012 erhielt die Vorlandbrücke auf der stadteinwärts führenden Brückenseite in Lützel neue Hilfsstützen in Form von Stahlträgern. Dieser noch aus den 1930er Jahren stammende Teil der Brücke wurde somit vorübergehend stabilisiert, eine völlige Erneuerung war jedoch nicht zu umgehen.
Am 3. Dezember 2012 wurde das Fahrverbot für Fahrzeuge über 3,5 Tonnen für einen Testzeitraum von 3 Monaten aufgehoben. Man möchte mit realen Messungen die Belastung der Brücke ermitteln, um mit den daraus ermittelten Daten das weitere Vorgehen zu planen. Seit dem 5. März 2013 ist das Fahrverbot für Fahrzeuge über 3,5 Tonnen wieder in Kraft getreten. Man habe während des Testzeitraums "etwa 100 Millionen Einzeldaten" erfasst.
Die Vorlandbrücke Lützel wurde daraufhin zwischen April 2014 und Juni 2016 von Grund auf erneuert, einschließlich der Gründung mit Großbohrpfählen. Am 13. Juni 2016 wurde sie wieder für den Verkehr freigegeben.